# Atención médica inútil
El término atención médica inútil,[cita requerida] o futilidad médica, hace referencia a la provisión continua de atención y tratamiento médico a un paciente gravemente enfermo con pocas o nulas probabilidades de recuperación.
Algunos proponentes de la medicina basada en hechos sugieren el fin del uso de cualquier tratamiento que no haya mostrado la aparición de un beneficio cuantificable. Este tipo de atención médica se distingue de la eutanasia en que esta implica una intervención activa para conseguir el fin de la vida, mientras que la negación de atención médica inútil no fomenta ni acelera el inicio natural de la muerte.

## Consideraciones
En medicina clínica, el tema del cuidado inútil (o fútil) comporta dos cuestiones: la identificación de los escenarios en los que los tratamientos no son útiles, y el rango de opciones éticas existentes cuando se ha determinado que dichos tratamientos son inútiles.

## Argumentos contra la atención médica inútil
Los principales argumentos en contra de proveer un cuidado que no tiene utilidad real son principalmente dos: el daño psicológico potencial a pacientes, familiares o cuidadores con pocos o ningún beneficio probable, y la desviación de recursos para apoyar el cuidado inútil de los pacientes cuando estos mismos recursos podrían usarse para proporcionar cuidado a pacientes que podrían responder positivamente a atención médica.
La atención en vano no ofrece beneficios para el paciente en su conjunto y al mismo tiempo, las dificultades físicas, emocionales, espirituales, económicas o éticas y los daños causados por la atención fútil del paciente o de los miembros de la familia pueden ser importantes.
En algunos casos, la atención inútil implica el gasto de recursos que podrían ser utilizados por otros pacientes con una buena probabilidad de lograr un resultado positivo: es el caso de Stephanie Keene, conocida como Baby K, bebé nacido con anencefalia. Muchos críticos de ese caso insisten en que los gastos médicos utilizados para mantener a la niña anencefálica en soporte vital durante más de dos años podrían haber sido mejor invertidos en esfuerzos de concienciación y prevención.